# De wilde boerndochtere
De wilde boerndochtere is een single van Ivan Heylen, die succes had in de Nederlandse en Belgische hitparades.
Heylen was in België al bekend door eerste single De werkmens. De wilde boerndochtere werd door de VRT een tijdlang als het mooiste Nederlandstalige lied genomineerd voor het programma Zo is er maar één. Het werd uiteindelijk tweede na de Pastorale.

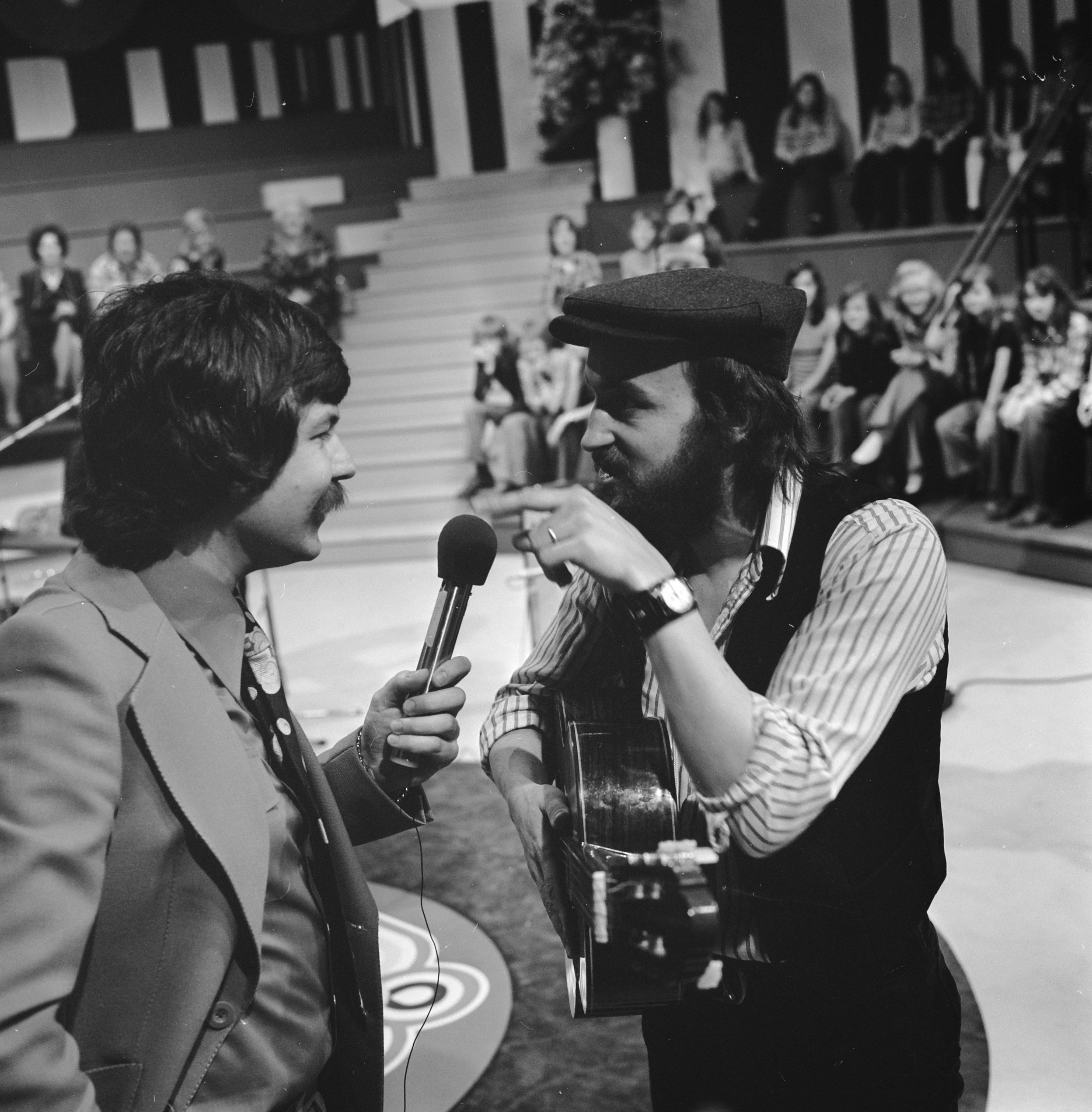
Heylen met Chiel Montagne met het nummer in Op Losse Groeven in 1974

Met deze single scoorde  Heylen voor het eerst in Nederland, ook al kon het overgrote deel van Nederland de in het Oost-Vlaamse dialect gezongen tekst nauwelijks verstaan. Het lied was de eerste nummer een-hit in de Nationale Hitparade op 27 juni 1974, nadat het vier weken de Daverende Dertig had aangevoerd. In totaal stond het vijf weken op nummer een in de publieke hitlijst.
De wilde boerndochtere (in plaats van "boerendochter") is de officiële titel van het nummer. Vaak noemt men dit lied De wilde boerendochtere of De wilde Boerendochter.

## Verhaal
Het nummer ging over een boerenzoon die viel op de dochter van de boer van de boerderij naast hem in een klein dorpje met kleinere en grotere boerderijen ergens tussen de sparrenbossen in Oost-Vlaanderen. Deze wilde boerendochter zat achter allerlei boerenzonen aan om met ze te vrijen maar hem zag ze niet staan. Maar hij was verliefd op haar en maakte daarom een liedje met heel schone woorden dat begon en eindigde met de woorden:
Hee schon wijveken, ge wit da'k a gere zie, loat ne keer zien oe gem da gij mij zie
Totte mij, totte mij, totte mij, totte mij, mej al a kracht, doen 't dan, doen 't dan, schon wijveken, schon wijveken
Maar ondanks het liedje kon hij haar niet verleiden en elk jaar als de bomen weer in blad stonden probeerde hij het opnieuw. Hij zong zijn liedje en zag in de boerderij een lichtje branden maar ze reageerde niet. En dat ging zo jaren door totdat de boerendochter 29 jaar werd. Toen kwam hij haar tussen de velden alleen tegen en riep tegen haar dat hij van haar hield (Ik zie oe gere of Ik zie u graag is Vlaams voor Ik hou van jou)  en zong hij zijn liedje voor haar. Na afloop gaf de boerendochter hem een zoen en schudde met haar billen.

### Covers en persiflages
- Er zijn tientallen covers gemaakt, waarvan De wilde burgemeester een bekende is.
- André van Duin maakte in 1974 een parodie op De wilde boerndochtere, getiteld De tamme boerenzoon, dat op nummer drie kwam in de Nederlandse hitparade.[1] Hier ging het over een wilde stadse meid in haar tweede huisje vlak bij een boerderij die viel op een tamme boerenzoon. De boerenzoon zag haar echter niet staan. De meid maakte een liedje dat onder meer bestond uit de woorden: Hé boerenknul boere boere boereknul, Boerenknul ik ben kapot van jou, Hé boerebrok boere boere boerebrok. Omdat de boerenzoon slecht hoorde, haalde het zingen niets uit en op het laatst versperde de meid de weg voor de boerenzoon en kuste ze hem. Het nummer stond tegelijk met het origineel in de Nederlandse hitparades.
- De Stampers uit Friesland persifleerden De wilde boerndochtere onder de titel De boerentrien.

## Hitnoteringen

### Veronica Top 40
| Hitnotering: 18-05-1974 t/m 27-07-1974 | Hitnotering: 18-05-1974 t/m 27-07-1974 | Hitnotering: 18-05-1974 t/m 27-07-1974 | Hitnotering: 18-05-1974 t/m 27-07-1974 | Hitnotering: 18-05-1974 t/m 27-07-1974 | Hitnotering: 18-05-1974 t/m 27-07-1974 | Hitnotering: 18-05-1974 t/m 27-07-1974 | Hitnotering: 18-05-1974 t/m 27-07-1974 | Hitnotering: 18-05-1974 t/m 27-07-1974 | Hitnotering: 18-05-1974 t/m 27-07-1974 | Hitnotering: 18-05-1974 t/m 27-07-1974 | Hitnotering: 18-05-1974 t/m 27-07-1974 | Hitnotering: 18-05-1974 t/m 27-07-1974 |
| Week:                                  | 1                                      | 2                                      | 3                                      | 4                                      | 5                                      | 6                                      | 7                                      | 8                                      | 9                                      | 10                                     | 11                                     |                                        |
| -------------------------------------- | -------------------------------------- | -------------------------------------- | -------------------------------------- | -------------------------------------- | -------------------------------------- | -------------------------------------- | -------------------------------------- | -------------------------------------- | -------------------------------------- | -------------------------------------- | -------------------------------------- | -------------------------------------- |
| Positie:                               | 16                                     | 4                                      | 1                                      | 1                                      | 1                                      | 1                                      | 3                                      | 6                                      | 13                                     | 20                                     | 29                                     | uit                                    |

### NederlandseNationale Hitparade(Single Top 100)
| Hitnotering: 11-05-1974 t/m 13-07-1974 | Hitnotering: 11-05-1974 t/m 13-07-1974 | Hitnotering: 11-05-1974 t/m 13-07-1974 | Hitnotering: 11-05-1974 t/m 13-07-1974 | Hitnotering: 11-05-1974 t/m 13-07-1974 | Hitnotering: 11-05-1974 t/m 13-07-1974 | Hitnotering: 11-05-1974 t/m 13-07-1974 | Hitnotering: 11-05-1974 t/m 13-07-1974 | Hitnotering: 11-05-1974 t/m 13-07-1974 | Hitnotering: 11-05-1974 t/m 13-07-1974 | Hitnotering: 11-05-1974 t/m 13-07-1974 | Hitnotering: 11-05-1974 t/m 13-07-1974 |
| Week:                                  | 1                                      | 2                                      | 3                                      | 4                                      | 5                                      | 6                                      | 7                                      | 8                                      | 9                                      | 10                                     |                                        |
| -------------------------------------- | -------------------------------------- | -------------------------------------- | -------------------------------------- | -------------------------------------- | -------------------------------------- | -------------------------------------- | -------------------------------------- | -------------------------------------- | -------------------------------------- | -------------------------------------- | -------------------------------------- |
| Positie:                               | 21                                     | 5                                      | 2                                      | 1                                      | 1                                      | 1                                      | 1                                      | 1                                      | 8                                      | 13                                     | uit                                    |

### VlaamseRadio 2 Top 30
| Hitnotering: 01-06-1974 t/m 10-08-1974 | Hitnotering: 01-06-1974 t/m 10-08-1974 | Hitnotering: 01-06-1974 t/m 10-08-1974 | Hitnotering: 01-06-1974 t/m 10-08-1974 | Hitnotering: 01-06-1974 t/m 10-08-1974 | Hitnotering: 01-06-1974 t/m 10-08-1974 | Hitnotering: 01-06-1974 t/m 10-08-1974 | Hitnotering: 01-06-1974 t/m 10-08-1974 | Hitnotering: 01-06-1974 t/m 10-08-1974 | Hitnotering: 01-06-1974 t/m 10-08-1974 | Hitnotering: 01-06-1974 t/m 10-08-1974 | Hitnotering: 01-06-1974 t/m 10-08-1974 | Hitnotering: 01-06-1974 t/m 10-08-1974 |
| Week:                                  | 1                                      | 2                                      | 3                                      | 4                                      | 5                                      | 6                                      | 7                                      | 8                                      | 9                                      | 10                                     | 11                                     |                                        |
| -------------------------------------- | -------------------------------------- | -------------------------------------- | -------------------------------------- | -------------------------------------- | -------------------------------------- | -------------------------------------- | -------------------------------------- | -------------------------------------- | -------------------------------------- | -------------------------------------- | -------------------------------------- | -------------------------------------- |
| Positie:                               | 11                                     | 11                                     | 8                                      | 4                                      | 7                                      | 6                                      | 9                                      | 16                                     | 17                                     | 18                                     | 21                                     | uit                                    |

### NPO Radio 2 Top 2000
| Nummer met noteringen in de NPO Radio 2 Top 2000 | '99  | '00  | '01  |
| ------------------------------------------------ | ---- | ---- | ---- |
| De wilde boerndochtere                           | 1438 | 1062 | 1693 |

1. ↑  Een vetgedrukt getal geeft de hoogste notering aan.
2. ↑  Deze tabel is bijgewerkt tot en met de laatste editie (2024).

1. ↑  Bron: De Nationale Hitparade, samengesteld door Buma/Stemra.